# 12226 Caseylisse
12226 Caseylisse este un asteroid din centura principală de asteroizi.

## Descriere
12226 Caseylisse este un asteroid din centura principală de asteroizi. A fost descoperit pe 15 octombrie 1985 la Stația Anderson Mesa de Edward L. G. Bowell. Asteroidul prezintă o orbită caracterizată de o semiaxă mare de 2,28 ua, o excentricitate de 0,16 și o înclinație de 5,0° în raport cu ecliptica.